# Attentat de la maison Carro
Pour les articles homonymes, voir Carro (homonymie).
 (août 2019).
L'attentat de la maison Carro est un attentat à la bombe contre la Gestapo commis par la résistance intérieure française pendant la Seconde Guerre mondiale. Il a lieu le 20 février 1943 à l'entrée d'une maison close de Nîmes et provoque la mort de sept personnes : cinq soldats allemands et deux femmes de l'établissement,.